# Nephrotoma neopratensis
Nephrotoma neopratensis är en tvåvingeart som beskrevs av Alexander 1921. Nephrotoma neopratensis ingår i släktet Nephrotoma och familjen storharkrankar. Inga underarter finns listade i Catalogue of Life.